# Monument Nacional de Cedar Breaks
El Monument Nacional de Cedar Breaks (Cedar Breaks National Monument) és una àrea protegida de 2491 hectàrees gestionada pel Servei de Parcs Nacionals al sud-oest dels Estats Units a l'estat de Utah al comtat d'Iron 29 quilomètres a l'est de Cedar City on es troben les seves oficines administratives. L'àrea va ser proclamada un monument nacional en virtut de la Llei d'Antiguitats el 22 d'agost de 1933 pel president Franklin Delano Roosevelt. Cedar Breaks és un amfiteatre natural que s'estén per 4,8 quilòmetres i que té una profunditat de més de 760 metres. L'elevació de la vora de l'amfiteatre és de més de 3200 metres sobre el nivell del mar.
Les roques erosionades de l'amfiteatre s'assemblen molt a les formacions del Parc Nacional del Canyó Bryce però amb més colors i un menor nombre d'espires. A causa de la seva altitud, la neu sovint fa que el parc sigui inaccessible per als vehicles a partir d'octubre a maig pel tancament de la ruta estatal 148. El centre de visitants localitzat just a la vora de l'amfiteatre està obert de juny a octubre. Després de les nevades, el parc està obert a la pràctica de l'esquí nòrdic i la conducció de les motos de neu. A l'hivern, una estació de guardaboscos s'estableix al llarg de la pista de l'esquí nòrdic. A l'estiu, els guardaboscos guien els visitants a través del monument per observar els estels sota els cels foscos de l'amfiteatre natural.